# Trachyuropoda dicarinata
Trachyuropoda dicarinata es una especie de arácnido del orden Mesostigmata de la familia Trachyuropodidae.

## Distribución geográfica
Se encuentra en Perú.